# 308825 Siksika
308825 Siksika este un asteroid din centura principală de asteroizi.

## Descriere
308825 Siksika este un asteroid din centura principală de asteroizi. A fost descoperit pe 14 septembrie 2006 la Mauna Kea de David D. Balam. Asteroidul prezintă o orbită caracterizată de o semiaxă mare de 2,76 ua, o excentricitate de 0,09 și o înclinație de 12,4° în raport cu ecliptica.